# 400 a. C.
El año 400 a. C. fue un año del calendario romano prejuliano. En el Imperio romano se conocía como el Año del Tribunado de Esquilino, Capitolino, Vulsón, Medulino, Saco y Vulsco (o, menos frecuentemente, año 354 Ab urbe condita). 
Fue el primer año del siglo IV a. C.

## Acontecimientos

### Imperio Persa
- Artajerjes II, Rey de Persia, designa a Tisafernes para que asuma el control de todos los distritos de Asia Menor sobre los cuales Ciro, hermano de Artajerjes, había gobernado antes de su rebelión.

### Grecia
- El ateniense Conón, se alía con Farnabazo II, general de una flota persa.
- Estalla la guerra entre Esparta y Elis.
- Fecha aproximada en que se configura la teoría del modelo atómico de Demócrito y Leucipo.
- Los Diez Mil de Jenofonte inician su regreso a Grecia con la mayoría de sus hombres aliados a Esparta. Jenofonte inició una marcha victoriosa contra Persia
- Los griegos inventan la catapulta, primera pieza de artillería.[1]
- Malta sigue bajo el control de Cartago.
- Teodoro de Focea construye el Santuario de Atenea en Delfos.

### Europa
- Se inicia la construcción de fuerte Maiden Castle en Inglaterra.
- Los Celtas se asientan en el norte de Italia.

### Mesoamérica
- Los totonacas aparecen establecidos en las costas del golfo de México.
- La Cultura Olmeca desaparece

### Península ibérica
- Moneda ibérica. Iberización del valle del Ebro.[2]

### África
- Amirteo de Sais culmina exitosamente la revuelta contra el dominio persa ganando el control del Alto Egipto.
- Inicia el reinado de Amannote Yeriké, rey de Meroe.

### Asia
- El Brahmanismo empieza a evolucionar dentro del Hinduismo, algo que comprenderá los próximos 200 años.

### Sudamérica
- Pobladores comienzan a trabajar la metalúrgica con el oro en Colombia.

## Nacimientos
- Parmenión, general macedonio (m. 330 a. C.)
- Zoilo, filósofo griego (m. 320 a. C.)

## Fallecimientos
- Agatón de Atenas, poeta trágico ateniense (n. 448 a. C.)
- Aspasia de Mileto, viuda de Pericles.
- Trasímaco, sofista griego (n. 459 a. C.)
- Tucídides, historiador griego.
- Sócrates, filósofo (399 a. C.)